# Modenbacherhof
Der Modenbacherhof ist ein Wohnplatz an der Stelle des untergegangenen Dorfes Modenbach, der zur Ortsgemeinde Ramberg im Landkreis Südliche Weinstraße gehört. Die heutigen Gebäude stehen unter Denkmalschutz.

## Geographie
Der Ort liegt nordöstlich der Kerngemeinde im Modenbachtal unmittelbar am namensgebenden Modenbach, der im näheren Einzugsgebiet von links den Meisentalbach und von rechts den Ziegelbach aufnimmt. Umliegende Berge sind der Kesselberg, der Blättersberg, der Roßberg und der Frankenberg. Zudem befindet sich in der Gegend der Roßbrunnen und rund zwei Kilometer nördlich das zu Edenkoben gehörende Forsthaus Heldenstein.

## Geschichte

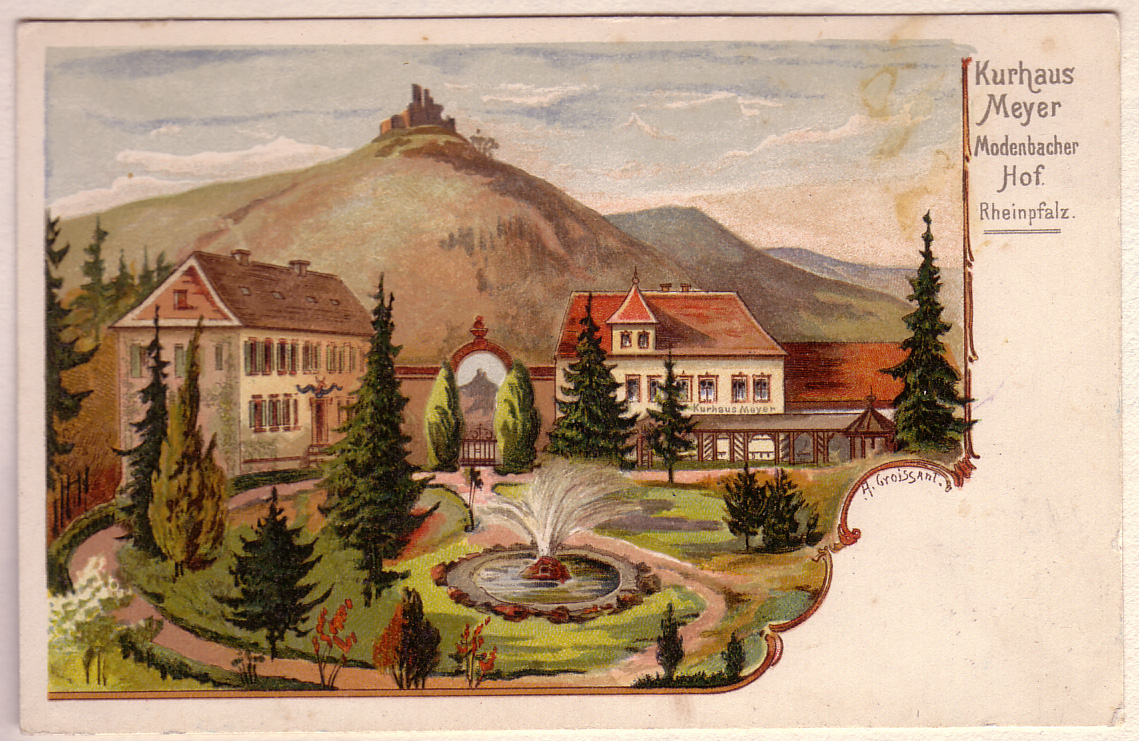
Kurhaus um 1900

Das Dorf Modenbach wurde urkundlich erstmals im Jahr 1100 erwähnt und ist endgültig im Dreißigjährigen Krieg untergegangen. 1733 wurde über den Resten des „Schlösschens von Modenbach“ ein neues Gebäude errichtet.
Das heutige Gebäude des Modenbacher Hofs, ein denkmalgeschützter stattlicher Putzbau entstand mutmaßlich um 1800. Beim Bau wurden Teile der Vorgängerbauten wiederverwendet. 1898 wurde das Anwesen von Jacob Meyer erworben, der es zu einem Kurhaus ausbauen ließ. Der Kurbetrieb wurde bereits 1905 wieder aufgegeben. Seitdem diente es nur noch als Heim und Erholungsort für die Familie Raschig. Dr. Fritz Raschig, der den Hof 1902 erwarb, war ein Fabrikant aus Ludwigshafen.

## Burg Modenberg
Ob im Dorf Modenbach bereits im Mittelalter eine Burg bestand, ist nicht sicher belegbar. In der Urkunde von 1100 heißt es „castrum nostrum Meistersele cum silva et villa circa castrum sita“. 1303 wird ein „Henricus de Motenbach ... Henricus dictus Mottenbecher“ erwähnt und in einer Urkunde von 1369 lautet es „Modenberg vnder Meysterselde gelegen halber“. Erst 1583 wird in einer Beschreibung des Dorfes Modenbach ausdrücklich eine Burg erwähnt. Die letzte Erwähnung erfolgte 1662, wo von zwei Türmen und einer Pforte die Rede ist. Die genaue Lage der Burg ist nicht sicher zu bestimmen, doch vermutlich lag sie an der Stelle des heutigen Modenbacherhofs.

## Verkehr
Der Modenbacherhof liegt an der Kreisstraße 6.